# Daniel Dimow
Daniel Swetoslawow Dimow (auch Daniel Svetoslavov Dimov geschrieben, bulgarisch Даниел Димов, * 21. Januar 1989 in Schabla) ist ein bulgarischer Fußballspieler.

## Karriere

### Verein
Dimow spielte bis 2010 für Tscherno More Warna, wo er am 15. September 2006 debütierte. Im Alter von 20 Jahren wechselte er zu Lewski Sofia und spielte dort drei Jahre. Er kam in 73 Meisterschaftsspielen auf acht Tore.
Nach dem Ende der Saison 2013/14 verließ Dimow erstmals sein Heimatland und schloss sich dem israelischen Klub Maccabi Petach Tikwa an. Nach 28 Einsätzen und zwei Toren wechselte er zur Saison 2015/16 in die zweite türkische Liga zu Denizlispor. Hier unterschrieb er einen Vertrag über zwei Jahre. Im Sommer 2016 zog er innerhalb der Liga zu Manisaspor weiter. Für diesen Verein spielte er die nächsten eineinhalb Spielzeiten und wechselte zu Tscherno More Warna. Im Sommer kehrte er in die Türkei zurück und wechselte zu Boluspor.

### Nationalmannschaft
Dimow lief zu seiner Zeit bei Tscherno More Warna für die bulgarische U-19- und bulgarische U-21-Fußballnationalmannschaft auf. Im Oktober 2010 wurde er im Rahmen der Europameisterschaft 2012-Qualifikation gegen Wales und ein Freundschaftsspiel gegen Saudi-Arabien von dem damaligen Trainer der A-Nationalmannschaft Lothar Matthäus in den Kader berufen. Dimow wurde jedoch in beiden Spielen nicht eingesetzt.